# Malouma
Malouma Mint Mokhtar Ould Meidah (arabiska: المعلومة منت الميداح), född 1 oktober 1960 i Mederdra, är en mauretansk sångerska och politiker.